# Брюсова, Надежда Яковлевна
Наде́жда Я́ковлевна Брю́сова (19 ноября 1881, Москва — 28 июня 1951, там же) — советский музыковед

, музыкальный педагог и общественный деятель. Профессор Московской консерватории. Сестра поэта Валерия Брюсова.

## Биографические сведения
В 1904 окончила Московскую консерваторию как пианистка (класс К. Н. Игумнова, до этого училась у А. И. Губерта, В. И. Сафонова, теоретические дисциплины прошла в классах С. И. Танеева, М. М. Ипполитова-Иванова, историю церковного пения — у С. В. Смоленского). В дальнейшем — ученица и последовательница Б. Л. Яворского.
В 1905—1906 преподавала в Музыкальном училище Ярославского отделения ИРМО.
В 1907—1916 преподавала в Народной консерватории в Москве.
В 1916—1919 — преподаватель музыки в Университете им. А. Л. Шанявского.
В 1918—1921 — заведующая подотделом общего музыкального образования музыкального отдела Наркомпроса.
В 1918—1922 — проректор по учебной части Академии социального воспитания.
В 1922—1929 — заведующая музыкальными вузами, секцией музыкального образования, отделом художественного образования Главпрофобра.
В 1921—1943 — преподаватель Московской консерватории (с 1923 — профессор, в 1922—1928 — проректор по учебной части, в 1924—1927 — декан педагогического факультета, в 1933—1939 — научный сотрудник, в 1939—1941 — заведующая кабинетом по изучению музыкального творчества народов СССР, в 1941—1943 — заведующая кафедрой музыкального фольклора).
В 1929—1932 — член ВАПМ (Всероссийской ассоциации пролетарских музыкантов).
В 1930 — ответственный редактор журнала «За пролетарскую музыку», в 1931 — журнала «Заочное музыкальное обучение», в 1934—1937[уточнить] — редактор музыкального раздела журнала «Колхозный театр», издававшийся в Москве в 1934—1936 (позднее под названием «Народное творчество»[уточнить]).
В 1935—1938 участвовала в фольклорных экспедициях (в Московской области, Карелии, на Урале, в Курской области).
C 1938 — член ВКП(б).
В 1948—1950 — ответственный секретарь редакции журнала «Советская музыка».
Похоронена на Новодевичьем кладбище.

## Награды и звания
- Заслуженный деятель искусств РСФСР (1950).

## Опубликованные работы

### Книги и брошюры
- Наука о музыке, её исторические пути и современное состояние. М.: Лад, 1910. 51 с. (Доклад, прочитанный в Обществе свободной эстетики 11.11.1909)
- Временное и пространственное строение формы. М.: Скорпион, 1911. 37 с. (Лекция, прочитанная в Москве 01.02.1911)
- Задачи народного музыкального образования. М., 1919. 9 с. (Доклад, прочитанный на Конференции культ.-просв. пролетарской организации).
- Вопросы профессионального музыкального образования. [М.]: Теа-Кино-Печать, 1929. 23 с. (Вопросы массовой музыкальной культуры)
- (в соавторстве с Л. Лебединским) Против нэпманской музыки (цыганщины, фокстрота и т. д.). М.: Гос. изд-во. Муз. сектор, 1930. 39 с.
- Принципы отбора музыкального репертуара для деревни. М.: Огиз, 1931. 40 с.
- Как учить и учиться музыкальной грамоте: Программа заочного обучения. М.: Огиз, 1931, 44 с.
- Музыкальная грамота. М., 1937. 72 с. (Библиотека журнала «Народное творчество». Серия музыкальной учебы; Вып. 6).
- Гармония. Пособие для музыкальных кружков. М.: Крестьянская газета, 1938. 52 с. (Библиотека журнала «Народное творчество»).
- Русская народная песня в русской классике и советской музыке. М.-Л.: Музгиз, 1948. 135 с.
- Владимир Захаров. М.-Л.: Музгиз, 1949. 47 с. (серия «Лауреаты Сталинской премии»).

### Статьи
- О ритмических формах музыки Скрябина // Труды и дни. — 1916 — Тетр. 8.
- Музыкальное творчество С. И. Танеева // Музыкальный современник. — 1916. — Кн. 8.
- О народных хорах // Музыка. — 1916. — № 254.
- Два пути музыкальной мысли. Шопен и Скрябин // Мелос. Кн. 1 — СПб., 1917.
- По ту сторону Скрябина // К новым берегам. — 1923. — № 2.
- Бетховен и современность // Русская книга о Бетховене. — М. — 1927.
- Музыка в творчестве Валерия Брюсова // Искусство. — 1929. — № 3-4.
- Болеслав Леопольдович Яворский // Б. Яворский. — Ч. 1. Воспоминания, статьи и письма. — М., 1964.